# Jardin d'enfants n°15 de la ville de Bruxelles
Le Jardin d'enfants n°15 est une école de style « Art nouveau » édifiée par l'architecte Victor Horta au numéro 40 de la rue Saint-Ghislain, dans le quartier des Marolles, au cœur de Bruxelles.

## Historique
Ce jardin d'enfants a été achevé en 1900, sur base des plans dressés par Horta en 1897 à la suite de la commande passée en 1895 par le bourgmestre Charles Buls.
Il s'agit de la seule réalisation de Victor Horta dans le domaine de l'architecture scolaire, dont le grand spécialiste à Bruxelles à l'époque de l'Art nouveau fut l'architecte Henri Jacobs.

## Architecture extérieure

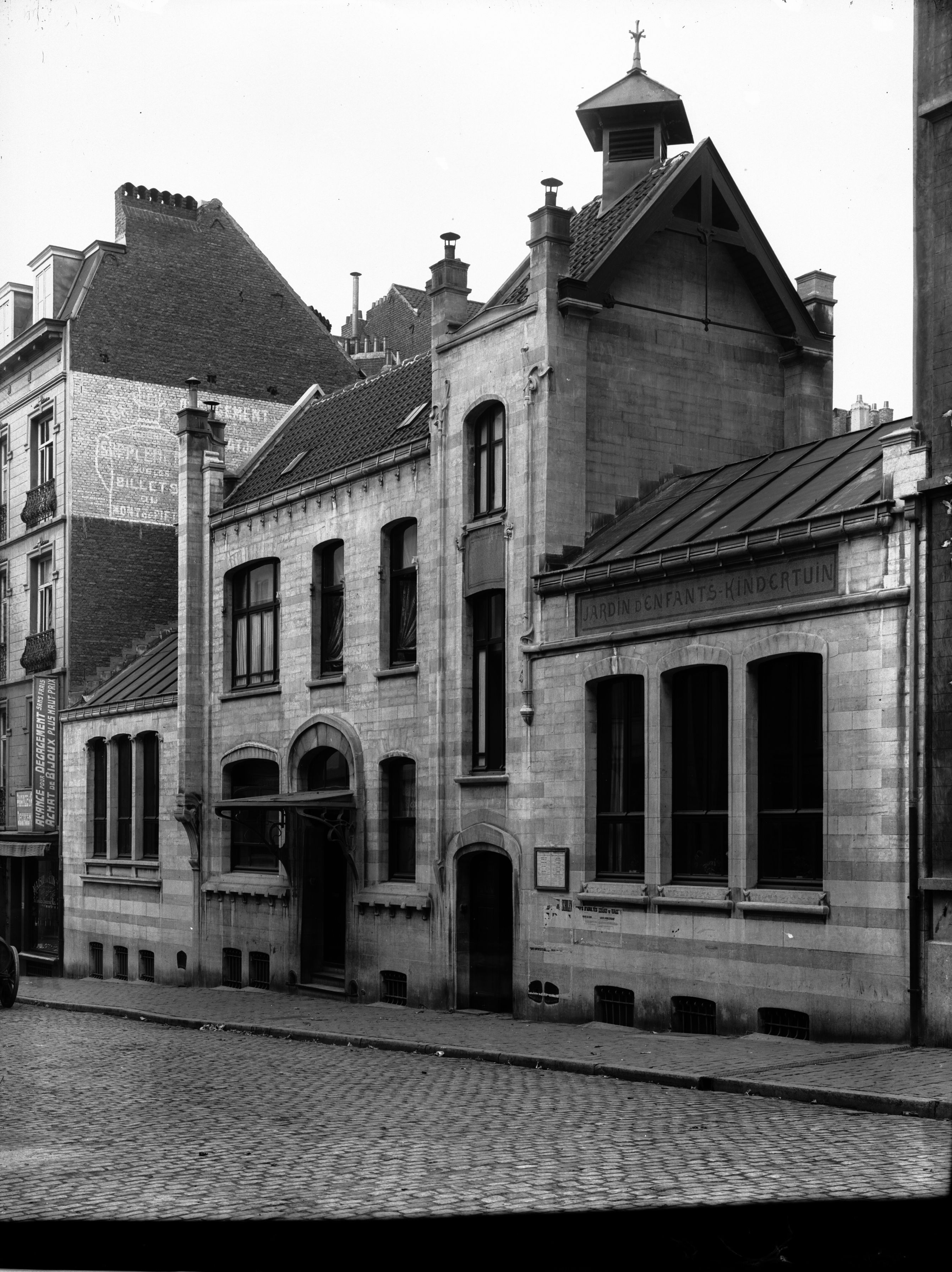
School Jardin d’enfant

### Structure et matériau
La façade présente une composition à l'asymétrie très marquée, comme c'est souvent le cas dans l'Art nouveau bruxellois : elle comporte une haute aile centrale flanquée de deux ailes de classes beaucoup plus basses.
Cette façade est édifiée en pierre blanche avec utilisation de la pierre bleue au niveau du soubassement et des bandes de pierre horizontale qui strient la façade par endroits.

### L'aile centrale
L'aile centrale comprend quatre travées de largeurs inégales.
La travée d'escalier, située à droite, se distingue nettement des trois autres. En légère saillie, cette travée est bordée de fins pilastres moulurés de hauteurs inégales, ornés à leur base et à leur sommet de motifs sculptés typiques de l'Art nouveau floral et de la « ligne en coup de fouet » chère à Horta. Elle est percée au rez-de-chaussée d'une porte basse surmontée d'un arc surbaissé dont l'extrados est légèrement brisé. Cette porte est surmontée par l'alignement des fenêtres de la cage d'escalier, séparées par un panneau de mosaïque de couleur orange. Ces fenêtres présentent un encadrement sculpté en légère saillie qui est animé de fleurons sculptés à hauteur de la mosaïque et se termine par l'arc en anse de panier de la fenêtre supérieure. Cette travée est surmontée de deux pinacles de pierre.
Les trois autres travées de l'aile centrale intègrent la porte d'entrée de l'école, protégée des intempéries par une remarquable marquise en fer forgé, probablement la plus belle de l'Art nouveau bruxellois. La porte est surmontée d'une baie d'imposte et d'un superbe arc en anse de panier légèrement brisé, un type d'arc fréquemment utilisé par Horta. La porte est flanquée d'une travée large (à gauche) et d'une travée étroite (à droite) dont les fenêtres possèdent des arcs surbaissés dont un seulement est surmonté d'un larmier en forme d'arc légèrement brisé.

### Les ailes latérales
De part et d'autre de l'aile centrale prennent place deux ailes de classes percées chacune de trois baies.
Bien que semblables au premier coup d'œil, ces deux ailes sont en fait fort différentes.
En effet, l'aile de droite est surmontée d'un panneau de mosaïques portant l'inscription bilingue « Jardin d'enfants - Kindertuin » ce qui n'est pas le cas de l'aile de gauche.
Par ailleurs, les baies de droite sont surmontées d'un arc surbaissé dont l'extrados prend la forme d'un arc légèrement brisé alors que celles de gauche sont surmontées d'un arc surbaissé dont les sommiers sont ornés de motifs végétaux sculptés d'une grande finesse.

## Architecture intérieure
À l'intérieur, l'école présente un plan très simple mais très fonctionnel.
Le vestibule donne sur un préau de forme carré aux angles duquel sont disposées les quatre classes.
Ce préau est couvert d'une charpente métallique légère surmonté d'un lanterneau vitré.

## Accessibilité
| ___ | Ce site est desservi par la station de métro : Porte de Hal. |